# Antoinette Asselineau
Pour les articles homonymes, voir Asselineau.
Antoinette Asselineau, née le 15 mai 1811 de parents français à Hambourg et morte le 1er janvier 1889 à Rouen, est une artiste peintre française.

## Biographie
Auteure de portraits et de scènes de genre, Antoinette Asselineau est la sœur du peintre Léon Auguste Asselineau.

## Collections publiques
- Bayon , mairie : Le roi Louis-Philippe, 1842, huile sur toile, copie[4].
- Fontainebleau, musée national du château de Fontainebleau : Le baron Dornier, capitaine instructeur au 10e dragon, vers 1840, huile sur toile, 46 × 38 cm[5].
- Rouen, musée national de l'Éducation : École chrétienne à Versailles, 1839, huile sur toile, 74,5 × 100 cm[6].
- Versailles, musée national des châteaux de Versailles et de Trianon : L'intérieur du théâtre de la reine au Petit Trianon en 1838, Salon, de 1838, huile sur toile, 81 × 100 cm[5].

Œuvres d'Antoinette Asselineau
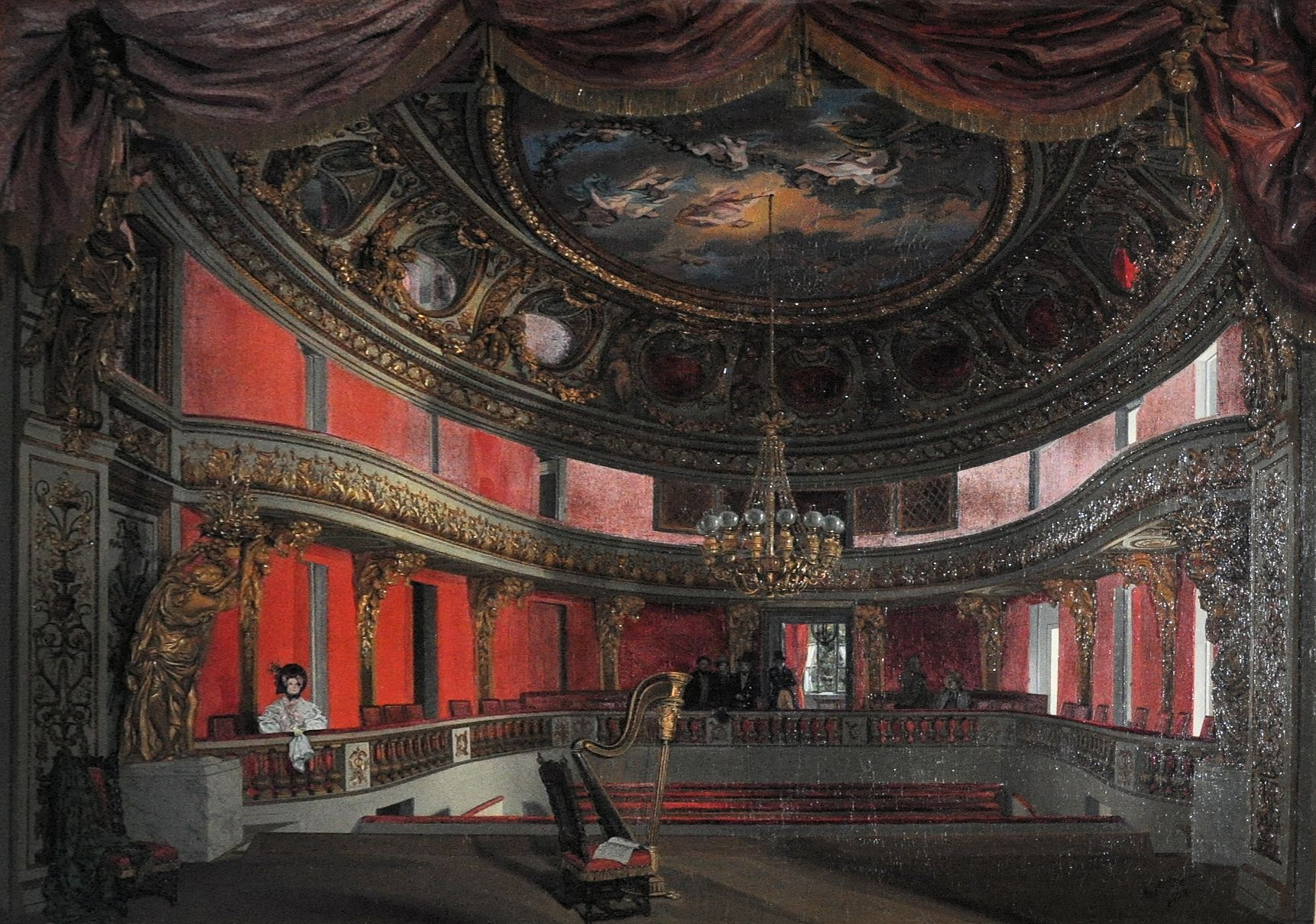
L'intérieur du théâtre de la reine au Petit Trianon en 1838, 1838, Versailles, musée national des châteaux de Versailles et de Trianon.
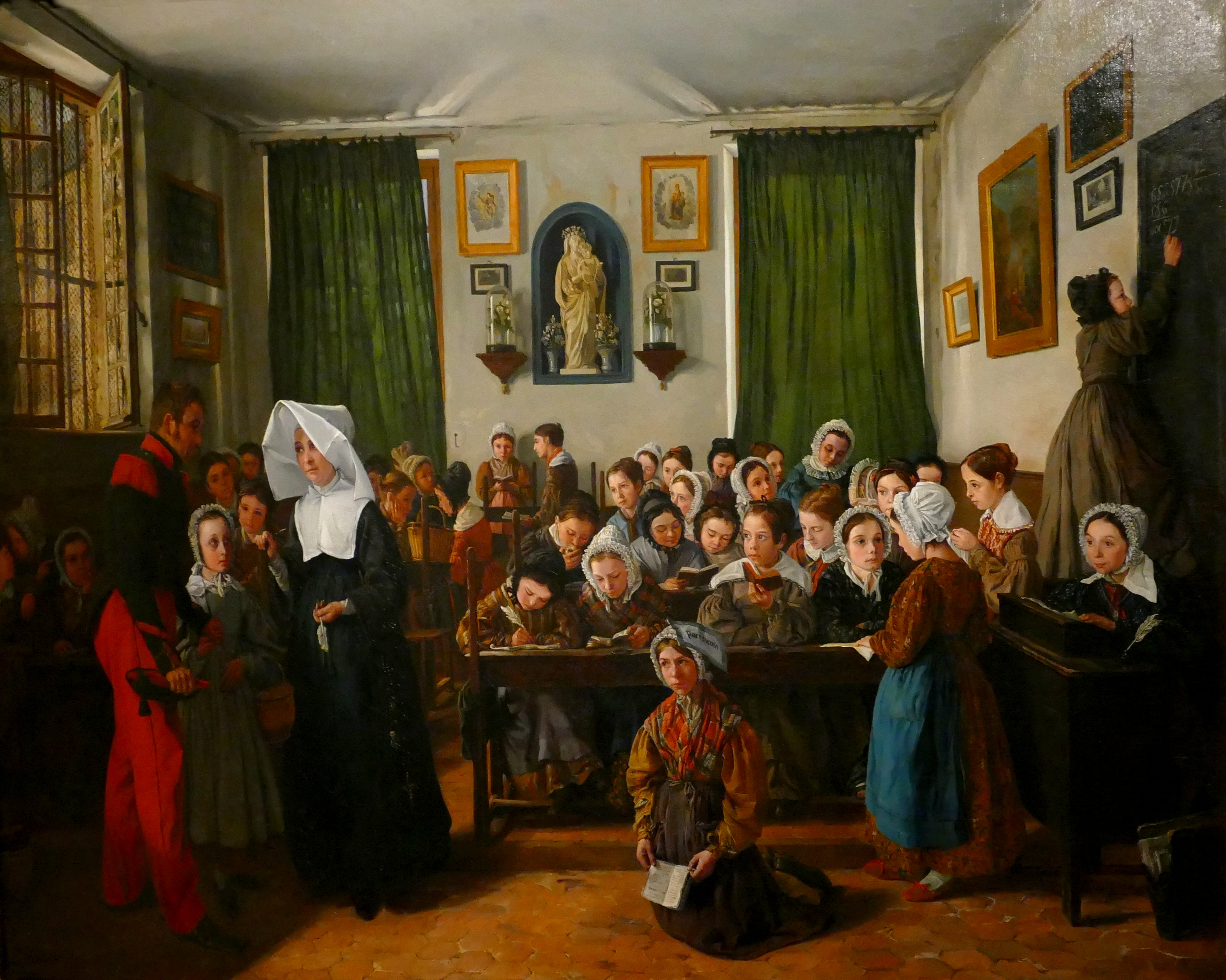
Une école chrétienne à Versailles, 1839, musée national de l'Éducation.